# Vindication Island
Vindication Island ist eine kleine, unbewohnte Insel des im südlichen Atlantischen Ozean gelegenen Britischen Überseegebietes „Südgeorgien und die Südlichen Sandwichinseln“.
Das in der Inselgruppe der Südlichen Sandwichinseln gelegene rechteckig geformte Eiland bildet mit der nur 4,5 km nordöstlich jenseits des Nelson Channel gelegenen Nachbarinsel Candlemas Island die Gruppe der Candlemasinseln.
Vindication Island ist der stark erodierte Überrest eines einst wesentlich größeren Vulkankomplexes, der vermutlich aus mindestens drei Ausbruchszentren gebildet wurde. Während auf der benachbarten Insel Candlemas im Verlauf des 20. Jahrhunderts mehrfach vulkanische Erscheinungen beobachtet wurden, ist Vindication vermutlich seit Tausenden von Jahren inaktiv.
Die beiden Inseln wurden 1775 vom britischen Seefahrer James Cook entdeckt.